# Spoorlijn Valenciennes-Faubourg-de-Paris - Hautmont
De spoorlijn Valenciennes-Faubourg-de-Paris - Hautmont was een Franse spoorlijn die Valenciennes via Bavay met Hautmont verbond. Thans is alleen het gedeelte tussen Bavay en Hautmont nog aanwezig. De volledige lijn was 33 km lang en had als lijnnummer 253 000.

## Geschiedenis

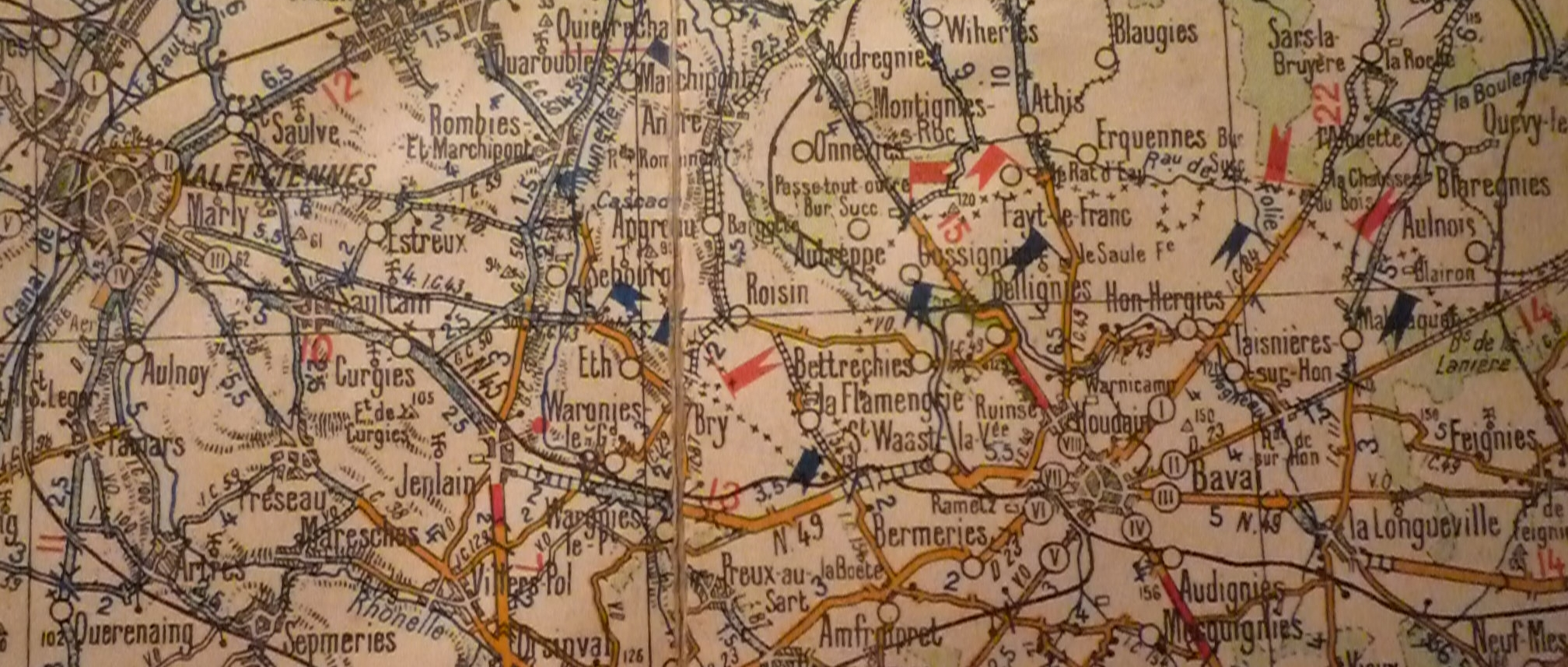
Tracé van de spoorlijn rond 1920

De lijn werd aangelegd door de Compagnie des chemins de fer du Nord en in twee gedeeltes geopend, van Valenciennes naar Bavay op 9 februari 1880 en van Bavay naar Hautmont op 6 september 1880. Reizigersverkeer werd gestaakt op 28 september 1969. Tussen 1971 en 1991 werd het gedeelte tussen Valenciennes en Bavay gesloten en opgebroken. Het gedeelte tussen Bavay en Douzies is nog in gebruik geweest tot 2005.

## Aansluitingen
In de volgende plaatsen is of was er een aansluiting op de volgende spoorlijnen:
Valenciennes-Faubourg-de-Paris
RFN 254 000, spoorlijn tussen Lourches en Valenciennes
RFN 267 000, spoorlijn tussen Fives en Hirson
Bavay
RFN 251 000, spoorlijn tussen Escaudœuvres en Gussignies
aansluiting Douzies nord
RFN 247 000, spoorlijn tussen Hautmont en Feignies
aansluiting Douzies sud
RFN 247 306, raccordement Sous-le-Bois
Hautmont
RFN 242 000, spoorlijn tussen Creil en Jeumont
RFN 247 000, spoorlijn tussen Hautmont en Feignies